# Federico de Arborea
Federico Doria Bas fue juez Arborea. Era nieto y sucesor de Hugo III de Arborea y dada la joven edad gobernó siempre bajo la regencia de su madre, la célebre Leonor de Arborea.
Nació en Castel Genovese (hoy en día Castelsardo) en 1377 de Leonor de Arborea y Brancaleone Doria, un noble perteneciente a la célebre dinastía de origen genovés. Según los documentos, en 1382 Leonor residía en Génova, donde contrajo un pacto con el dogo Nicolò Guarco que le prestó 4.000 florines a cambio de la promesa de Federico como esposo de Bianchina, hija del dogo. Si la joven hubiese muerto antes del matrimonio, el pacto habría sido nulo. sin embargo, Federico murió antes de alcanzar la pubertad y después el acuerdo no tuvo más efecto.
Hugo III murió en 1383, en el curso de una conjura organizada por rebeldes, tras la cual los barones del juzgado de Arborea se reunieron en parlamento y eligieron juez al pequeño Federico, que aún tenía solo seis años, porque era el pariente varón más próximo del juez difunto. La madre Leonor debía inmediatamente empeñarse por asegurar el reino a su hijo y derrotar a los rebeldes. Asimismo, el mismo padre de Federico, Brancaleone, que en aquel momento se encontraba en la corte aragonesa, fue arrestado por el rey Pedro el Ceremonioso, tomado como rehén en las confrontaciones de la rival Arborea.
Federico murió en 1387 y le sucedió su hermano menor Mariano V de Arborea, siempre bajo la regencia de su madre Leonor.
| Predecesor: Hugo III de Arborea | Juez de Arborea 1383-1387 | Sucesor: Mariano V de Arborea |

- Datos: Q2437300